# Lucienvörde

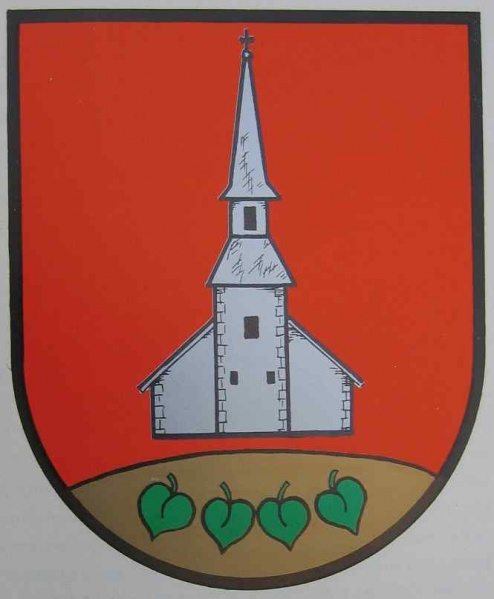
Das Wappen von Ochtersum mit der Lucienvörder Kirche

Lucienvörde ist eine Wüstung im heutigen Stadtgebiet von Hildesheim.
Das Dorf, dessen erster belegter Name Luttskinevurde lautete, war ebenso wie das Alte Dorf schon bei Gründung der Stadt vorhanden. 
Es gehörte dem Moritzstift.
Der Ort lag Johannes Heinrich Gebauer zufolge an der heutigen Alfelder Straße. Unklar ist sein Verhältnis zu Lotingessem: Möglicherweise lautete der Name ursprünglich Lotingessemwurthe. Demnach wäre Lucienvörde nur ein degenerierter Überrest des langsam dahinschwindenden Lotingessem gewesen. Dazu würde die Tatsache passen, dass Lotingessem noch Anteil an der Waldallmende hatte, Lucienvörde aber nicht (mehr). Um 1290 bestand in seiner Nähe eine Klause. Im 15. Jahrhundert war es nicht mehr bewohnt.
Die in der ersten Hälfte des 11. Jahrhunderts als St. Stephanus erbaute und um 1596 als St. Peregius erneuerte, möglicherweise etwas abseits der Siedlung gelegene Dorfkirche überdauerte den Untergang des Ortes und wurde danach von einem Kaplan des Moritzstifts betreut. Zu ihrem Pfarrbezirk gehörten auch die Katholiken Ochtersums sowie der jüngere südliche Teil der Dammstadt, der sog. „kleine Damm“. Beim Bau der Landwehr der Altstadt wurde sie draußen gelassen, noch im 19. Jahrhundert erstreckten sich in dieser Gegend als Landwehrgärten bekannte Ackerflächen. Auch nach der Errichtung einer eigenen Kapelle in Ochtersum 1626 blieb sie Ochtersumer Pfarrkirche. Erst auf Anordnung der Regierung des Königreichs Westphalen wurde sie 1812 geschlossen, 1830 wurde sie abgebrochen. An ihrer Stelle steht heute die Kapelle des Friedhofs an der Alfelder Straße.
Die Lucienvörder Kirche ist Teil des Wappens von Ochtersum.